# Angorô
Angorô, Angolô ou Ongolô (em quimbundo: Angolo ou Hongolo; em quicongo: (N)kongolo), na mitologia bantu, é o inquice do arco-íris, que traz a fertilidade do solo com suas chuvas. Também é a serpente de duas cabeças que liga o céu e a terra e equivale ao orixá Oxumarê. Por ser andrógeno, é por vezes chamadas Angoromea. Nos mitos dos bantos em Angola, se fala que as lutas, querelas e pactos de aliança entre Zaze e Angorô explicam os longos períodos de seca ou de chuvas torrenciais.